# Pheucticus
Pheucticus is een geslacht van vogels uit de familie van de kardinaalachtigen (Cardinalidae). De wetenschappelijke naam van het geslacht is voor het eerst geldig gepubliceerd in 1850 door Reichenbach.

## Soorten
De volgende soorten zijn bij het geslacht ingedeeld:
- Pheucticus aureoventris – Zwartrugkardinaal
- Pheucticus chrysogaster – Geelbuikkardinaal
- Pheucticus chrysopeplus –Gele kardinaal
- Pheucticus ludovicianus – Roodborstkardinaal
- Pheucticus melanocephalus – Zwartkopkardinaal
- Pheucticus tibialis – Zwartdijkardinaal